# Kate Austen
Katherine Anne Austen, bedre kendt som Kate Austen, er en fiktiv person i den amerikanske tv-serie Lost, spillet af canadiske Evangeline Lilly. Kate har medvirket siden første sæson og betragtes som den kvindelige lederrolle.

## Baggrund
I seriens oprindelige udkast døde nuværende de facto-hovedperson Jack Shephard og Kate trådte i karakter som lederen af de overlevende fra Oceanic Flight 815. På grund af Jacks allerede antagede rolle som seriens hovedperson, blev det besluttet at risikoen ved hans død, af hensyn til seerenes videre engagement, var for stor. I seriens tidlige udviklingsstadie var Kate desuden en ældre kvinde og besad den historie der senere overførtes til Rose.
Kate er Evangelines første større rolle. Hun havde ikke mulighed for at deltage ved den fysiske audition og sendte i stedet en hjemmevideooptagelse til producerne. Alligevel, så var produktionsholdet parate til at caste en ny skuespiller, fordi Evangelines juridiske papirer først blev godkendt dagen før første optagelsesdag. Evangeline fik i første sæson godt $80.000 per afsnit.

### Personlighed
Jack antyder allerede tidligt i sit bekendtskab med Kate, at hun er typen der ikke bliver længe på det samme sted. Edward Mars erkender at have samme mening i "I Do," hvor han efter erfaringen om Kates ægteskab siger at han nok skal lade hende være i fred, hvis hun bliver på stedet; Han tilføjer, at de begge ved det ikke bliver ret længe. I "Tabula Rasa" er hun på vej til at forlade Rays hus, midt om natten, trods måneders venskab, kost og lugi. I "Eggtown" er Kate yderst modstridende til at afsone fængselsstraf, men accepterer i sidste ende en aftale om ikke at forlade staten de følgende ti år. Hendes manglende evne til at "slå sig ned," kommer også til udtryk gennem trekantsdramaet med Sawyer og Jack.
Trods hendes sans for retfærdighed, sammenhold og omsorg besidder hun og så en aggressiv side af sig, der kom til udtryk i "Left Behind" hvor hun i sin besindelse vrider Juliets arm af led. I det Sayid-centrerede afsnit "Enter 77" kommenteres på hvad mennesker er i stand til, og hvad der ligeledes er deres eget valg at gøre og være. I "What Kate Did" fortælles om hendes koldblodige og fuldt overlagte mord på sin formodede stedfar. Kate postulerer at have gjort det for at hjælpe sin mor, men Diane mener at Kate gjorde det af egoistiske hensyn.

## Biografi

### Før flystyrtet
Kate er født og opvokset i Iowa, USA, som datter af Diane og Sam. Tidligt i livet bliver hun venner med Tom, med hvem hun begraver en tidskapsel. Senere skilles Kates forældre og Diane gifter sig med alkoholikeren Wayne. Som voksen opretter Kate en forsikring på huset, kun for senere at springe det i luften mens Wayne er indendørs. Hun tager til sin mors arbejdsplads, indrømmer hvad hun har gjort og forsvinder. Diane kontakter myndighederne og Kate arresteres ikke lang tid efter på en busstation. Da hun køres væk af den stædige betjent Edward Mars, løber en sort hest ud på vejen. Bilen forulykker og hun tøver ikke med at udnytte sin flugtmulighed. Hun erfarer at Wayne var hendes biologiske far, og hun konfronterer Sam med iscenesættelsen. Under aliasset Lucy møder hun Cassidy Phillips. Cassidy hjælper Kate med at omgås den massive politibeskyttelse omkring Diane, for at få svar på indebrændende spørgsmål. Diane slutter samtalen med et løfte om at råbe efter hjælp, næsten gang hun ser Kate.
Kate flygter til Miami, hvor hun gifter sig med politibetjenten Kevin. Efter brylluppet kontakter Kate Edward og forespørger om han vil lade hende være i fred; Edward, der ved hun ikke er i stand til det, accepterer aftalen. Da hun næsten bliver gravid, indrømmer hun sin fortid som flygtning og sit besvær med at blive, og bedøver derfor Kevin, kun for efterfølgende at forsvinde. Kate erfarer senere at hendes mor ligger for døden med cancer. Hun kontakter sin barndomsven Tom, og sammen udgraver de tidskapslen rummende blandt andet hans legetøjsfly. Tom arrangerer et møde mellem Kate og hendes mor, men så snart Diane ser Kate, gør hun som lovet, og råber på hjælp. Kate og Tom flygter i hans bil, men før de når ud af parkeringskælderen affyrer en vagt skud gennem forruden. Skuddene slår Tom ihjel, og Kate løber væk umiddelbart efter bilen forulykker.
Måneder senere orkestrerer Kate et røveri mod en bank i New Mexico, i samarbejde med adskillige kriminelle, ene og alene for at få Toms legetøjsfly fra en bankboks. Herefter flygter hun til Australien, hvor hun bosætter sig hos Rays bondegård. Godt en uge før Kate beslutter at afslutte sit ophold, opdager han hendes efterlysning i byen. Han får hende overtalt til at blive en nat ekstra, og dagen efter forsøger han hende overdraget til Edward, i håb om en dusør på $23.000. Hun forsøger at bortkomme sin arrestation, men forgæves, og transporteres på vej tilbage mod USA med Oceanic Flight 815Lost: 
"Born to Run" (Sæson 1, afsnit 22). Manuskript af Edward Kitsis & Adam Horowitz. Historie af Javier Grillo-Marxuach.  Broadcasted første gang på American Broadcasting Company den TBA.
.

### Efter flystyrtet

#### Sæson 1
Efter flystyrtet løsriver Kate sine håndjern, og møder i junglens periferi den sårede kirurg Jack. Den selvsamme nat leder de to og den stofmisbrugende rockmusiker Charlie efter flyets cockpit, og om muligt en efterspurgt transceiver. De finder cockpittet og taler med piloten, men han bliver umiddelbart efter dræbt af Monsteret. Kate vender tilbage til stranden med Jack og Charlie, men er hurtig i at tilslutte sig gruppen der, anført af Sayid, vandrer op til en åben bjergside for at udsende et nødsignal. Da hun vender tilbage fortæller Jack at han har opdaget hun er kriminel, og hun tilbyder at fortælle hvad hun har gjort; Noget han takker nej til, og tilføjer at de alle har startet et nyt liv på øen. Kate og Sawyer iværksætter Mars' ønskede død, for at afværge hans lidelser. Noget der i første omgang mislykkedes, og i stedet tvinger Jack til at udøve aktiv dødshjælp. Efter Jack finder hulerne bliver Kate på stranden. Sawyer fortæller på en udflugt, at hulen er kollapset, hvilket får hende til at kompromittere Sayids plan, for at grave Jack fri. Sawyer svigter dog ikke med at udfylde Kates del af planen. Kate medvirker også til at få sandheden om Shannons medicin fra en stædig Sawyer.
Kate opdager Edwards kuffert (med pistoler og Toms legetøjsfly) under en svømmetur i en afsidesliggende sø, hvis besiddelse Kate og Sawyer ender i en længere kamp om. Hun informerer Jack om kufferten og delvist dens indhold, og i kølvandet på hendes løgnhistorie herom konfiskerer han den. Kate erfarer senere at Sun forstår engelsk, men fortsætter i almindelighed med en hjælpende og medmenneskelig attitude i lejren, og assisterer blandt andet ved efterforskningen af Claire og Charlies bortførelse. Hun hjælper også Sawyer da han søger hjælp til at spore et vildsvin, han mener bevidst provokerer ham. Boone er tilskadekommen efter styrtet med beechcraftet og beordres af Kate til at hente alkohol fra stranden, men opdager på vejen Claire i veer. Kate føder babyen uden Jacks hjælp.
Kate bliver bekymret for Jacks velbefindende og bedøver ham, men efter han vågner mangler nøglen til kufferten med pistoler, og de finder Locke på Shannons skudhold; En episode hvis potentielle alvor afværges trods affyrede skud. Senere, drager Kate med en ekskursion til Den Sorte Klippe, anført af Danielle. Hun melder sig til at bære dynamit til The Hatch, men kun for at opdage at Jack har byttet rundt på taskernes indhold, i håb om at beskytte hende. Sammen med Hurley, Jack og Locke opdager hun at lugen rummer en stige ned i et mørke de ikke kan se tilstrækkeligt af.

#### Sæson 2
Mod Jacks protester kravler Kate og Locke ned i lugen. Kate, der kravler først, fanges af Desmond. Han beordrer hende til at binde Locke, indtil Locke afslører hendes fortid som kriminel. Kate bagbindes og låses inde i madkammeret. Hun kravler gennem luftkanalerne og ender i et rum med en computer, hvor hun overmander Desmond umiddelbart efter Jacks ankomst. Ved et uheld får hun beskadiget computeren under kampen, hvilket udløser panik hos Desmond, der straks løber sin vej. Senere, mens hun og Jack spiller golf møder de Mr. Eko i junglen, med Sawyer på sine skuldre.
En dag hvor hun samler frugt, opdager hun en bekendt sorte hest i skoven, og da hun senere i The Swan oplever Wayne kanaliseret gennem Sawyer panikker hun, og løber ud i junglen, hvor hun kysser Jack. Efter Michael løber bort for at finde Walt, tilbyder Kate forgæves sin hjælp, og beslutter i stedet at følge efter uden deres kendskab til det. Hun fanges af The Others, og bruges i magtspillet mellem Jack, Locke, Sawyer og Tom. Sawyer sympatiserer med hende, mens hun får en kold skulder af Jack.
Kate er også et offer i Sawyers længerevarende svindelnummer, der bringer ham i besiddelse af alle våben og alt medicin i lejren. Da Claires baby, Aaron, bliver syg går Kate med for at finde en vaccine, og de akkompagneres ligeledes af Danielle. De tre går dybere ind på øen, og opdager The Staff. Kate finder et skab med et kunstigt skæg og beskidt tøj. Sun bekender senere overfor Kate at hun er gravid, og Kate hjælper hende med at håndtere den store nyhed. Kate og Jack finder et "food drop" – en palle med mad, der blev smidt ned på øen af fly. De vender tilbage til lugen hvor Henry Gale afsløres som en løgner. Senere, følger Kate Jack til hvor de havde deres første "ansigt til ansigt"-møde med Tom og andre fra The Others. De finder Michael i buskene om natten.
Hun accepterer tilbuddet om at gå med Michael til The Others' lejr. Da de finder ud af Ana Lucia har stjålet Sawyers pistol haster de lugen, kun for at finde hende død, samt Libby og Michael alvorligt såret. Libby dør senere, og de begraves begge inden Hurley, Sawyer, Jack, Kate og Michael tager af sted. På vej dertil myrder Kate og Sawyer to af De Andre; En situation der tvinger Michael til at indrømme at de er lokket i et baghold og at det var ham der satte Henry fri, samt skød Ana og Libby. Senere lykkedes det alligevel De Andre at udføre et baghold; Bagbundne kan Sawyer, Jack og Kate kun se til mens Michael og Walt sejler væk fra øen.

#### Sæson 3
Kate påtvinges at tage bad i omklædningsrummet hvor hun vågner, samt at tage en kjole på der ikke er sin egen. Dernæst tilslutter hun sig Ben under morgenmad. Kate låses herefter inde i et bur overfor Sawyer, og de lukkes kun ud for at arbejde på "landingsbanen." Da Sawyer modarbejder The Others, tager de Kate på skudhold indtil han – i deres øjne – kommer på bedre tanker. Senere kravler Kate ud af burdet et et flugtforsøg, men Sawyer nægter og afslører at der ikke er nogen flugtvej, fordi øen er isoleret og ligger for sig selv, flere kilometer fra den ø der styrtede ned på. Herefter har de sex, mens Jack kan se dem på overvågningskameraerne. Kate tvinges til at se på mens Pickett næsten myrder Sawyer, som hævn for hans kones død. Under episoden snakker de med Jack over radio, hvor han informerer at situationens magtpositioner er vendt og de får et forspring til at flygte. Kate og Sawyer møder Alex, der tilbyder sin hjælp mod at de befrier hendes kæreste. Kort før de forlader øen, dukker Pickett op, men ligeledes gør Juliet der tager hans liv. Da Kate igen snakker med Jack, siger han at hun ikke skal komme tilbage efter ham.
Ved ankomst til den modsatte bred forlanger Kate at de tager tilbage efter Jack. Men hun kommer først af sted, efter hun har været ved stranden. Hun akkompagneres af Locke, Sayid og Danielle. De støder på på The Flame, hvor Mikhail under dække af et Dharma Initiative-medlem tager imod dem. Men Mikhail afsløres som en Other, og han tages derfor som gidsel. Da de forlader Flammen springer stationen i luften. De fire, sammen med Mikhail, fortsætter deres rejse til The Barracks, indtil de kommer til et supersonisk forsvarshegn. Efter Mikhails formodede død, bruger de en træstamme til at passere forsvarshegnet, og det baner vej for deres ankomst til barakkerne. Kate opdager at Jack spiller bold med Tom, men tøver om natten ikke med at gå ind efter ham. Hun fanges og placeres i et rum med et billardbord og andet interiør. Senere , bliver gasset og trukket ud i junglen, lænket til Juliet. De kommer ikke overens, men tvinges til at samarbejde da Monsteret opsøger dem. Foran forsvarshegnet låser Juliet håndjernene op, og afslører dermed sin dækhistorie. Kate finder Jack i en af barakkerne og undskylder for de problemer hun har skabt. Hun vender tilbage til stranden med Jack, Sayid og Juliet.
Efter tilbagekomsten til stranden er Kate fortsat suspekt overfor Juliet. Da Claire bliver syg, forklarer Juliet om gravide kvinders død på øen, og Kate bliver bekymret for Sun. Hun udnytter Sawyer seksuelt efter hun ser Jack alene sammen med Juliet. Hun bryder sit løfte til Sayid om at holde Naomis ankomst hemmelig, og fortæller Jack om faldskærmskvindens tilstedeværelse i lejren. Da Karl  advarer de overlevende om The Others' bagangreb, går Kate med op til radiotårnet sammen med majoriteten af "The Lostaways." På vej dertil forlader Sawyer og Juliet gruppen for at hjælpe Sayid, Bernard og Jin på stranden. Før Juliet går kysser hun Jack i Kates åsyn. Ikke lang tid efter fortæller Jack at Sawyer blot ville beskytte hende, og at han selv elsker hende. På vej til radiotårnet krydser Ben og Alex strategisk vej med de overlevende, for at stoppe dem i at nå radiotårnet. Det lykkedes ikke, og efter ankomsten til radiotårnet kan Kate kun se passivt til at Locke dolker Naomi i ryggen, samt med glæde se at Jack kontakter Naomis fragtskib.

#### Sæson 4
Jack udpeger Kate til at lede de overlevende tilbage til stranden, for at tage imod deres formodede redningsfolk. Kate mistænker Naomi for at have iscenesat et falskt spor, og eftersom Jack ikke vil lytte, tager hun sagen i egen hånd og stjæler satellittelefonen fra Jacks lomme mens de krammer. Kates teori holder stik, og hun overfaldes om natten i skoven. Naomi holder en kniv for hendes hals og kræver at få telefonen. Kate overgiver sig, men beder til at hun skåner de overlevende, eftersom Locke ikke længere er en del af dem. Naomi godtager Kates udsagn, og fortæller før sin død, at hun kom slemt til skade da hun landede med faldskærmen. Alle de overlevende genforenes ved flyets cockpit, hvor gruppen separeres i dem der følger Jack og dem der følger Locke. Kate vælger Jacks side, og kan kun se passivt til at Sawyer går med Locke. Senere, møder hun sammen med Jack Daniel Faraday; En af de nytilkomne. Daniel drager ud for at finde sin kollega Miles vha. et internt sporingssystem. Miles, der udgiver sig for at være hårdt såret, tager Jack på skudhold og beskylder Kate for at have myrdet Naomi. De tvinges gennem junglen, hvor Juliet og Sayid vender magtpositionerne med et organiseret baghold. Kate går med Sayid og Miles til Barakkerne, i håb om at forhandle sig til Charlottes løsladelse. Sawyer holder Kate på en af værelserne i Bens hus, så snart Lockes baghold udføres. Her forsøger han at overtale hende til at blive hos dem. Da Sayid vender tilbage til helikopteren med Charlotte, fortæller Sayid Jack, at hun er blevet ved barakkerne.
Kate bestræber sig på at finde ud af hvad folkene fra fragtskibet ved om hendes efterlysning og sandsynlige dom for mord. Med hjælp fra Hurley finder hun Miles ved bådehuset, hvor de gensidigt accepterer en aftale om at Miles fortæller hvad han ved, mod at han får ét minut med Ben. Hun involverer og udnytter åbenlyst Sawyer som del i sin plan, men hans loyalitet ligger hos Locke, hvorfor han fortæller hvad Kate er i færd med. Efter Miles' møde med Ben, hvor Ben lover $3.200.000 for at Miles tier om hans eksistens, får Kate svar: Medierne og folkene på fragtskibet ved hun er efterlyst; Hvilket vanskeliggør hendes tilbagekomst, da hun med sikkerhed vil blive pågrebet af autoriteterne. Locke og Sawyer opdager hendes foretagende og hun bandlyses fra barakkerne. Hun får indtil morgenen efter, og overnatter hos Sawyer. Om morgenen ender de i en diskussion om graviditet og hendes on/off-relation til Sawyer.

### Efter øen
Efter sin tilbagekomst til USA, retsforfølges Kate med sin mor som modstanderens nøglevidne. I en angiveligt sidste desperat manøvre tilkalder hendes advokat Jack som vidne. Jack fortæller en usand historie om hvordan Kate tog plads som de overlevendes helt, og at de kun var meget få overlevende. Diane kommer til Kate med et ønske om at se sit barnebarn og får "kolde fødder" med sin rolle som nøglevidne. Under et retsmøde fremlægger Kates modstander en aftale om hun ikke må forlade staten de følgende ti år, noget Kate accepterer. Efter aftalen mødes hun med Jack i parkeringskælderen. Han erkender at han ikke talte sandt, hverken med historien eller da han sagde han ikke elskede hende længere. Kate ønsker dog ikke at indlede noget med Jack, før han vender sig til tanken om hendes barn. Da hun kommer hjem går hun op til børneværelset, og siger hej til sit dreng, Aaron.
Lang tid senere, mødes Kate med Jack bag en lufthavn, efter han op til flere gange forgæves har forsøgt at kontakte hende. Han ville dels fortælle at en de begge kender er død – en person der forbliver unavngivet for seeren i tredje sæson – og dels at de bør finde tilbage til øen. Kate er uenig i hans bestræbelser og siger hun må hjem, før Aaron begynder at undre sig over hvor hun er.

## Teorier
Kates valg mellem Jack og Sawyer er et hyppigt emne, der har delt fanfraktioner i "Jaters" og "Skaters." Første en betegnelse for tilhængere af "Jack og Kate," og sidstnævnte som "Sawyer og Kate." I Lost Podcast fra 21. september 2007, bekræfter producerne Damon Lindelof og Carlton Cuse at der stadig er mange kapitler af denne historie endnu, og at intet er afgjort. Desuden, åbnede de for muligheden for at hendes valg først sker efter øen.

## Trivia
- I "Pilot: Part 2" siger Kate at hun ikke kan fransk. Evangeline Lilly snakker tilnærmelsesvist flydende fransk[13][51].
- Evangeline Lilly kaldes "Monkey" af sine kollegaer pga. hendes evner til at klatre i træer. Desuden har hun også diverse varianter af sit mellemnavn (Evangeline) som øgenavn, bl.a. "Eve" og "Evie." Josh Holloway, ligesom sin rolle Sawyer, kalder hende for "Freckles."
- Skye McCole Bartusiak lægger stemme til den unge Kate i "Born To Run."

## Fodnoter
1. ↑  Edward Mars har forfulgt hende i godt tre år, dvs. siden 2001. I "What Kate Did" er hun 24. Hun siger til Claire hun er tvilling af stjernetegn, hvilket betyder hun er født i maj eller juni.
2. ↑  Lostpedia: Kate Austen
3. 1 2  Lost: Kommentarspor til:
"Pilot: Part 1" (Sæson 1, afsnit 1). Manuskript af Jeffrey Lieber, J.J. Abrams & Damon Lindelof.  Broadcasted første gang på American Broadcasting Company den 22. september 2004.
4. ↑  Bonusmateriale til Lost: The Complete First Season
5. ↑  Lost: 
"Walkabout" (Sæson 1, afsnit 4). Manuskript af David Fury.  Broadcasted første gang på American Broadcasting Company den TBA.
6. 1 2 3  Lost: 
"Left Behind" (Sæson 3, afsnit 15). Manuskript af Damon Lindelof & Elizabeth Sarnoff.  Broadcasted første gang på American Broadcasting Company den TBA.
7. 1 2 3  Lost: 
"Born to Run" (Sæson 1, afsnit 22). Manuskript af Edward Kitsis & Adam Horowitz. Historie af Javier Grillo-Marxuach.  Broadcasted første gang på American Broadcasting Company den TBA.
8. 1 2  Lost: 
"What Kate Did" (Sæson 2, afsnit 9). Manuskript af Steven Maeda & Craig Wright.  Broadcasted første gang på American Broadcasting Company den TBA.
9. 1 2  Lost: 
"I Do" (Sæson 3, afsnit 6). Manuskript af Damon Lindelof & Carlton Cuse.  Broadcasted første gang på American Broadcasting Company den TBA.
10. 1 2  Lost: 
"Whatever the Case May Be" (Sæson 1, afsnit 12). Manuskript af Damon Lindelof & Jennifer Johnson.  Broadcasted første gang på American Broadcasting Company den TBA.
11. 1 2  Lost: 
"Tabula Rasa" (Sæson 1, afsnit 3). Manuskript af Damon Lindelof.  Broadcasted første gang på American Broadcasting Company den TBA.
12. ↑  Lost: 
"Pilot: Part 1" (Sæson 1, afsnit 1). Manuskript af Jeffrey Lieber, J.J. Abrams & Damon Lindelof.  Broadcasted første gang på American Broadcasting Company den 22. september 2004.
13. 1 2  Lost: 
"Pilot: Part 2" (Sæson 1, afsnit 2). Manuskript af Jeffrey Lieber, J.J. Abrams & Damon Lindelof.  Broadcasted første gang på American Broadcasting Company den 29. september 2004.
14. ↑  Lost: 
"House of the Rising Sun" (Sæson 1, afsnit 6). Manuskript af Javier Grillo-Marxuach.  Broadcasted første gang på American Broadcasting Company den TBA.
15. ↑  Lost: 
"The Moth" (Sæson 1, afsnit 7). Manuskript af Jennifer Johnson & Paul Dini.  Broadcasted første gang på American Broadcasting Company den TBA.
16. ↑  Lost: 
"Confidence Man" (Sæson 1, afsnit 8). Manuskript af Damon Lindelof.  Broadcasted første gang på American Broadcasting Company den TBA.
17. ↑  Lost: 
"All the Best Cowboys Have Daddy Issues" (Sæson 1, afsnit 11). Manuskript af Javier Grillo-Marxuach.  Broadcasted første gang på American Broadcasting Company den TBA.
18. ↑  Lost: 
"Outlaws" (Sæson 1, afsnit 16). Manuskript af Drew Goddard.  Broadcasted første gang på American Broadcasting Company den TBA.
19. ↑  Lost: 
"Do No Harm" (Sæson 1, afsnit 20). Manuskript af Janet Tamaro.  Broadcasted første gang på American Broadcasting Company den TBA.
20. ↑  Lost: 
"The Greater Good" (Sæson 1, afsnit 21). Manuskript af Leonard Dick.  Broadcasted første gang på American Broadcasting Company den TBA.
21. ↑  Lost: 
"Exodus: Part 1" (Sæson 1, afsnit 23). Manuskript af Damon Lindelof & Carlton Cuse.  Broadcasted første gang på American Broadcasting Company den TBA.
22. ↑  Lost: 
"Exodus: Part 2 & 3" (Sæson 1, afsnit 24). Manuskript af Damon Lindelof & Carlton Cuse.  Broadcasted første gang på American Broadcasting Company den TBA.
23. ↑  Lost: 
"Man of Science, Man of Faith" (Sæson 2, afsnit 1). Manuskript af Damon Lindelof.  Broadcasted første gang på American Broadcasting Company den TBA.
24. ↑  Lost: 
"Adrift" (Sæson 2, afsnit 2). Manuskript af Steven Maeda & Leonard Dick.  Broadcasted første gang på American Broadcasting Company den TBA.
25. ↑  Lost: 
"Collision" (Sæson 2, afsnit 8). Manuskript af Javier Grillo-Marxuach & Leonard Dick.  Broadcasted første gang på American Broadcasting Company den TBA.
26. ↑  Lost: 
"The Hunting Party" (Sæson 2, afsnit 11). Manuskript af Elizabeth Sarnoff & Christina M. Kim.  Broadcasted første gang på American Broadcasting Company den TBA.
27. ↑  Lost: 
"The Long Con" (Sæson 2, afsnit 13). Manuskript af Steven Maeda & Leonard Dick.  Broadcasted første gang på American Broadcasting Company den TBA.
28. ↑  Lost: 
"Maternity Leave" (Sæson 2, afsnit 15). Manuskript af Dawn Lambertsen Kelly & Matt Ragghianti.  Broadcasted første gang på American Broadcasting Company den TBA.
29. ↑  Lost: 
"The Whole Truth" (Sæson 2, afsnit 16). Manuskript af Elizabeth Sarnoff & Christina M. Kim.  Broadcasted første gang på American Broadcasting Company den TBA.
30. ↑  Lost: 
"Lockdown" (Sæson 2, afsnit 17). Manuskript af Damon Lindelof & Carlton Cuse.  Broadcasted første gang på American Broadcasting Company den TBA.
31. ↑  Lost: 
"S.O.S." (Sæson 2, afsnit 19). Manuskript af Steven Maeda & Leonard Dick.  Broadcasted første gang på American Broadcasting Company den TBA.
32. ↑  Lost: 
"?" (Sæson 2, afsnit 21). Manuskript af Damon Lindelof & Carlton Cuse.  Broadcasted første gang på American Broadcasting Company den TBA.
33. ↑  Lost: 
"Three Minutes" (Sæson 2, afsnit 22). Manuskript af Edward Kitsis & Adam Horowitz.  Broadcasted første gang på American Broadcasting Company den TBA.
34. ↑  Lost: 
"Live Together, Die Alone: Part 1 & 2" (Sæson 2, afsnit 23). Manuskript af Damon Lindelof & Carlton Cuse.  Broadcasted første gang på American Broadcasting Company den TBA.
35. ↑  Lost: 
"A Tale of Two Cities" (Sæson 3, afsnit 1). Manuskript af J.J. Abrams & Damon Lindelof.  Broadcasted første gang på American Broadcasting Company den TBA.
36. ↑  Lost: 
"The Glass Ballerina" (Sæson 3, afsnit 2). Manuskript af Jeff Pinkner & Drew Goddard.  Broadcasted første gang på American Broadcasting Company den TBA.
37. ↑  Lost: 
"Every Man for Himself" (Sæson 3, afsnit 4). Manuskript af Edward Kitsis & Adam Horowitz.  Broadcasted første gang på American Broadcasting Company den TBA.
38. ↑  Lost: 
"Not in Portland" (Sæson 3, afsnit 7). Manuskript af Carlton Cuse & Jeff Pinkner.  Broadcasted første gang på American Broadcasting Company den TBA.
39. ↑  Lost: 
"Enter 77" (Sæson 3, afsnit 11). Manuskript af Damon Lindelof & Carlton Cuse.  Broadcasted første gang på American Broadcasting Company den TBA.
40. ↑  Lost: 
"Par Avion" (Sæson 3, afsnit 12). Manuskript af Christina M. Kim & Jordan Rosenberg.  Broadcasted første gang på American Broadcasting Company den TBA.
41. ↑  Lost: 
"The Man from Tallahassee" (Sæson 3, afsnit 13). Manuskript af Drew Goddard & Jeff Pinkner.  Broadcasted første gang på American Broadcasting Company den TBA.
42. ↑  Lost: 
"One of Us" (Sæson 3, afsnit 16). Manuskript af Carlton Cuse & Drew Goddard.  Broadcasted første gang på American Broadcasting Company den TBA.
43. ↑  Lost: 
"D.O.C." (Sæson 3, afsnit 18). Manuskript af Edward Kitsis & Adam Horowitz.  Broadcasted første gang på American Broadcasting Company den TBA.
44. ↑  Lost: 
"Catch-22" (Sæson 3, afsnit 17). Manuskript af Jeff Pinkner & Brian K. Vaughan.  Broadcasted første gang på American Broadcasting Company den TBA.
45. ↑  Lost: 
"Greatest Hits" (Sæson 3, afsnit 21). Manuskript af Edward Kitsis & Adam Horowitz.  Broadcasted første gang på American Broadcasting Company den TBA.
46. 1 2  Lost: 
"Through the Looking Glass: Part 1 & 2" (Sæson 3, afsnit 22). Manuskript af Damon Lindelof & Carlton Cuse.  Broadcasted første gang på American Broadcasting Company den TBA.
47. ↑  Lost: 
"The Beginning of the End" (Sæson 4, afsnit 1). Manuskript af Damon Lindelof & Carlton Cuse.  Broadcasted første gang på American Broadcasting Company den 31. januar 2008.
48. ↑  Lost: 
"Confirmed Dead" (Sæson 4, afsnit 2). Manuskript af Drew Goddard & Brian K. Vaughan.  Broadcasted første gang på American Broadcasting Company den 7. februar 2008.
49. ↑  Lost: 
"The Economist" (Sæson 4, afsnit 3). Manuskript af Edward Kitsis & Adam Horowitz.  Broadcasted første gang på American Broadcasting Company den 14. februar 2008.
50. 1 2  Lost: 
"Eggtown" (Sæson 4, afsnit 4). Manuskript af Elizabeth Sarnoff & Greggory Nations.  Broadcasted første gang på American Broadcasting Company den 21. februar 2008.
51. ↑  YouTube: Evangeline Lilly parle Français